# San José Saclumil
San José Saclumil är en ort i Mexiko.   Den ligger i kommunen Chilón och delstaten Chiapas, i den sydöstra delen av landet, 800 km öster om huvudstaden Mexico City. San José Saclumil ligger 1 197 meter över havet och antalet invånare är 116.
Terrängen runt San José Saclumil är kuperad åt sydost, men åt nordväst är den bergig. Runt San José Saclumil är det ganska tätbefolkat, med 129 invånare per kvadratkilometer. Närmaste större samhälle är Yajalón, 7,8 km nordost om San José Saclumil. Omgivningarna runt San José Saclumil är en mosaik av jordbruksmark och naturlig växtlighet.